# Mikkel Frølich Honoré
Mikkel Frølich Honoré   (Fredericia, 21 de gener de 1997) és un ciclista danès, professional des del 2018. Actualment corre a l'equip EF Education-EasyPost.
El 2014, primer any en categoria júnior, menors de 19 anys, va guanyar la Sint-Martinusprijs Kontich i una etapa del Trofeu Centre Morbihan, que va acabar en tercera posició. Als Jocs Olímpics de la Joventut va guanyar l'or a la contrarellotge, a més de la plata a la classificació per equips. El 2015 va tornar a guanyar la Sint-Martinusprijs Kontich i va acabar setè a la París-Roubaix júnior.
El 2016 va passar a la categoria sub23 (menors de 23 anys) a l'equip Lotto-Soudal U23. Tot i patir diversos problemes de salut, va obtenir diverses places d'honor i va ser seleccionat per la selecció nacional per participar en la Volta a Dinamarca.
El 2017 fou vuitè al Tour de Flandes sub-23 i a la Lieja-Bastogne-Lieja sub-23 i desè al Piccolo Giro de Llombardia.
Després de dos anys a Bèlgica, el 2018 va fitxar per l'equip continental danès Virtu Cycling, amb qui va guanyar el Circuit de Valònia al maig. A l'agost es va unir a l'equip belga Quick-Step Floors com a stagiaire. El 2019 va signar un contracte professional pel Deceuninck-Quick Step. Al maig va córrer la seva primera gran volta, el 2019, que finalitzà en 101a posició.
El 2021 va obtenir la seva primera victòria en una cursa del calendari UCI World Tour, una etapa a la Volta al País Basc.

## Palmarès
- 2014
  - 1r a la Sint-Martinusprijs Kontich
- 2015
  - 1r a la Sint-Martinusprijs Kontich
  - Vencedor d'una etapa al Trofeu Centre Morbihan
- 2018
  - 1r a la Circuit de Valònia
- 2021
  - Vencedor d'una etapa a la Volta al País Basc
  - Vencedor d'una etapa a la Setmana Internacional de Coppi i Bartali

### Resultats al Giro d'Itàlia
- 2019. 101è de la classificació general
- 2020. 30è de la classificació general
- 2021. 81è de la classificació general

### Resultats al Tour de França
- 2022. 112è de la classificació general